# Леон (футбольний клуб)
«Клуб Леон» (ісп. Club León) або «Леон» — мексиканський футбольний клуб із міста Леон-де-лос-Альдама (штат Гуанахуато). П'ятиразовий чемпіон та володар кубка країни.

## Історія
Заснований 20 серпня 1944 і відразу був прийнятий до ліги Майор. Дебют вийшов вдалим, у перші два сезони команда посідає четверті місця, а у третьому — чемпіон країни («Атланте» Мехіко) набрав на одне очко більше. Загалом, 40-ві та 50-ті роки 20 століття — «золота епоха» цієї команди. В сезоні 1947/48, у додаткових матчах, перемога над «Депортіво Оро» (Гвадалахара) і перший титул чемпіона Мексики. В наступному році до чемпіонських медалей «Леон» додав кубок Мексики. Лідером тієї команди був нападник Адальберто Лопес. 1950 року до клубу приходить найвідоміший футболіст в його історії — воротар Антоніо Карбахал. У 50-ті «Леон» двічі виграє чемпіонат і чотири рази виходить до фіналу національного кубка. З початку 60-х років команда починає втрачати лідируючі позиції. За наступні сорок років виграно лише один чемпіонат та три кубки (два — під керівництвом Карбахала). За підсумками літнього чемпіонату 2002 клуб понижується у класі. Десять років «Леон» грає у лізі де Ассенсо. В сезоні 2011/12 займає перше місце і повертається до Прімери.
Перед початком сезону 2012/13 займає девяту сходинку у зведеній таблиці чемпіонатів Мексики за набраними очками. У рейтингу найкращих клубів Центральної та Північної Америки 20-го століття займає 29 місце.

## Титули та досягнення

### На міжнародній арені
- Переможець Кубку Ліг (1): 2021
- Переможець Ліги чемпіонів КОНКАКАФ (1): 2023

### В Мексиці
- Чемпіон (7): 1948, 1949, 1952, 1956, 1992, 2013А, 2014К
- Віце-чемпіон (5): 1947, 1959, 1973, 1975, 1997(З)
- Володар кубка (5): 1949, 1958, 1967, 1971, 1972
- Фіналіст кубка (4): 1953, 1957, 1959, 1966
- Володар суперкубка (4): 1948, 1956, 1971, 1972

## Найвідоміші гравці
- Антоніо Батталья (1944—1952) — захисник, відомий виступами за «Велес Сарсфілд».
- Альфонсо Монтемайор (40-50 роки) — захисник, грав на чемпіонаті світу 1950.
- Маркос Ауреліо (40-50 роки) — нападник, один з лідерів клубу 40-х років.
- Адальберто Лопес (1946—1950) — нападник, найкращий бомбардир клубу.
- Антоніо Карбахал (1950—1968) — воротар, за збірну Мексики 48 матчів.
- Луїс Естрада (1964—1973) — півзахисник, за збірну Мексики 24 матчі (7 голів).
- Кабіньо (1982—1985) — нападник,34-є місце в рейтингу IFFHS «Найкращі бомбардири національних чемпіонатів світу»: 331 гол.[3]
- Тіта (1990—1994, 1995—1998) — нападник, за збірну Бразилії 32 матчі (7 голів).
- Роберто Соломоне — нападник, другий бомбардир в історії клубу.

## Бомбардири
Найкращі бомбардири «Леона» в чемпіонаті:
| Футболіст        | Голи | Сезони               |
| ---------------- | ---- | -------------------- |
| Адальберто Лопес | 126  | 1946-1950            |
| Роберто Соломоне | 96   | ?                    |
| Маркос Ауреліо   | 91   | 40-50 роки           |
| Луїс Естрада     | 91   | 1964-1973            |
| Тіта             | 88   | 1990-1994, 1995—1998 |

Кращі бомбардири чемпіонату Мексики:
- 3 —  Адальберто Лопес: 1947 (33), 1948 (36), 1949 (28)
- 1 —  Луїс Естрада: 1969 (24)
- 1 —  Серхіо Анайя: 1970М (16)
- 1 —  Кабіньо: 1985 (23)
- 1 —  Еверальдо Бегінес: 2000Л (14)